# 巴列奥略时代群体传记词典
《巴列奥略时代群体传记词典》（德语：Prosopographisches Lexikon der Palaiologenzeit），缩写为PLP，是一部有关用德语编写的拜占庭帝国巴列奥略王朝（1261-1453年）时期人物传记的学术参考著作。
该书于1976-1995年由奥地利科学院陆续出版，主编为埃里希·特拉普（Erich Trapp），其他参与编写的人员包括：赖纳·瓦尔特（Rainer Walther）、汉斯-法伊特·拜尔（Hans-Veit Beyer）、卡贾·施图尔姆-施纳布尔（Katja Sturm-Schnabl）、埃瓦尔德·基斯林格（Ewald Kislinger）、索科拉特斯·卡普拉内雷斯（Sokrates Kaplaneres）、约安尼斯·利昂提阿迪斯（Ioannis Leontiadis）。全书共十五卷：12卷正文，2卷附录与勘误，1卷索引。2001年，这本书电子化，可通过网上订阅，也制作有CD。
这部作品中包含关于巴列奥略王朝时代拜占庭人的全面的传记与系谱信息，也包括一部分与拜占庭有交往的各民族人物信息，如保加利亚人、塞尔维亚人、阿尔巴尼亚人、突厥（土耳其）人等。 